# Гясуля, Юрген
Юрген Фатмир Гясуля (алб. Jurgen Fatmir Gjasula; род. 5 декабря 1985, Тирана) — албанский футболист, полузащитник клуба «Берлинер АК 07». Имеет немецкое гражданство.

## Клубная карьера
Несмотря на то, что он родился в Албании, Гясуля начал свою карьеру в клубе «Фрайбург». В возрасте 17 лет был приглашён в основной состав, но не сыграл ни одного матча.
В 2004 году перешёл в «Кайзерслаутерн», где принял участие в 7 матчах за один сезон.
В 2005 году был отдан в аренду в швейцарский клуб «Санкт-Галлен». В первом сезоне он успешно выполнил роль «десятки», и в 2006 году подписал контракт с клубом.
2 июня 2008 года в качестве свободного агента подписал контракт с Базелем. Свой первый гол за швейцарский клуб он забил 10 июля 2008 года в ворота польского клуба «Легии» в кубке часов. 18 июля того же года дебютировал в национальном чемпионате в матче против «Янг Бойза». Через 12 дней дебютировал в еврокубках за «Базель»: квалификационном матче Лиги чемпионов против «Гётеборга». 18 июня 2009 года покинул после того, как новый тренер Торстен Финк не предложил ему новый контракт.
31 августа 2009 года подписал контракт с «Франкфуртом», в котором за 2 сезона сыграл в 60 матчах и забил 9 голов.
В июле 2011 года подписал контракт с «Дуйсбургом».
5 июля 2013 года Гясуля подписал контракт с «Литексом», присоединившись к своему соотечественнику и товарищу по сборной, Армандо Ваюши.
Гясуля забил свой первый гол 20 октября 2013 года с пенальти в ворота «Лудогорца». Через неделю он отметился вторым забитым голом: на 90 минуте в ворота «Нефтохимика».
В общей сложности Гясуля завершил сезон 2013/14 в болгарском клубе с 9 забитыми голами в 35 матчах. «Литекс» тогда занял 3 место в национальном первенстве, и это позволило им попасть в квалификационный раунд Лиги Европы 2014/15.
С приходом нового тренера, Миодрага Йешича, Гясуля не выходил в основном составе и контракт с ним не был продлён. 4 июня 2014 года находился на просмотре в турецком клубе «Бурсаспор».
10 сентября 2014 года подписал контракт до июня 2015 с «Ааленом».
7 июня 2015 года было анонсировано, что Гясуля подписал контракт с «Гройтером».
30 сентября 2018 года подписал контракт со столичной «Викторией» и взял номер 18.
31 января 2019 года на краткосрочный период перешел в состав «Энерги».
В конце сезона 2018/19 покинул «Энерги» и присоединился к «Магдебургу», подписав с ним однолетний контракт.
В сентябре 2021 года присоединился к клубу «Берлинер АК 07» из Региональной лиги «Северо-Восток».

## Международная карьера
В мае 2013 года Гясуля решил играть за национальную сборную Албании. 24 мая он получил албанский паспорт, также как и Аздрен Лулаку и Амир Абраши, и в состоянии участвовать в международных матчах. Первые призывы в сборную состоялись в марте 2013 года в квалификационных матчах на Чемпионат мира 2014 (против Норвегии и Литвы). Дебют за сборную состоялся 14 августа того же года в товарищеском матче против сборной Армении, заменив на 56 минуте Одисе Роши.

### Матчи за сборную
| № | Дата             | Оппонент | Счёт | Голы | Пасы | Карточки | Минуты | Соревнование             |
| - | ---------------- | -------- | ---- | ---- | ---- | -------- | ------ | ------------------------ |
| 1 | 14 августа 2013  | Армения  | 2:0  | —    | —    | —        | 34'    | Товарищеский матч        |
| 2 | 10 сентября 2013 | Исландия | 1:2  | —    | —    | —        | 8'     | Отбор ЧМ-2014 (группа E) |

Итого: сыграно матчей: 2 / забито голов: 0; победы: 1, ничьи: 0, поражения: 1.eu-football.info Архивная копия от 9 ноября 2019 на Wayback Machine.
Последний матч (на замене): 11 Октября 2013 года — Отбор ЧМ-2014 (группа E) против Швейцарии.

## Клубная статистика
| Клуб              | Сезон      | Лига                              | Лига  | Лига | Кубок | Кубок | Европа | Европа | Другое | Другое | Итог  | Итог |
| Клуб              | Сезон      | Дивизион                          | Матчи | Голы | Матчи | Голы  | Матчи  | Голы   | Матчи  | Голы   | Матчи | Голы |
| ----------------- | ---------- | --------------------------------- | ----- | ---- | ----- | ----- | ------ | ------ | ------ | ------ | ----- | ---- |
| Фрайбург II       | 2003/04    | Оберлига Баден-Вюртемберг         | 22    | 4    | —     | —     | —      | —      | —      | —      | 22    | 4    |
| Фрайбург          | 2003/04    | Бундеслига                        | 0     | 0    | 0     | 0     | —      | —      | —      | —      | 0     | 0    |
| Кайзерслаутерн    | 2004/05    | Бундеслига                        | 7     | 0    | —     | —     | —      | —      | —      | —      | 7     | 0    |
| Кайзерслаутерн II | 2004/05    | Оберлига Юго-Запад                | 6     | 2    | —     | —     | —      | —      | —      | —      | 6     | 2    |
| Санкт-Галлен      | 2005/06    | Суперлига                         | 30    | 1    | 2     | 0     | —      | —      | —      | —      | 32    | 1    |
| Санкт-Галлен      | 2006/07    | Суперлига                         | 33    | 0    | 4     | 1     | —      | —      | —      | —      | 37    | 1    |
| Санкт-Галлен      | 2007/08    | Суперлига                         | 25    | 6    | 2     | 0     | 2      | 0      | —      | —      | 29    | 6    |
| Санкт-Галлен      | Итог       | Итог                              | 88    | 7    | 8     | 1     | 2      | 0      | —      | —      | 98    | 8    |
| Базель            | 2008/09    | Суперлига                         | 19    | 2    | 5     | 2     | 4      | 0      | —      | —      | 28    | 4    |
| Франкфурт         | 2009/10    | Вторая Бундеслига                 | 28    | 5    | —     | —     | —      | —      | —      | —      | 28    | 5    |
| Франкфурт         | 2012-13    | Вторая Бундеслига                 | 32    | 6    | 2     | 0     | —      | —      | —      | —      | 34    | 6    |
| Франкфурт         | Итог       | Итог                              | 60    | 11   | 2     | 0     | —      | —      | —      | —      | 62    | 11   |
| Дуйсбург          | 2011/12    | Вторая Бундеслига                 | 30    | 3    | 1     | 0     | —      | —      | —      | —      | 31    | 3    |
| Дуйсбург          | 2012/13    | Вторая Бундеслига                 | 8     | 0    | —     | —     | —      | —      | —      | —      | 8     | 0    |
| Дуйсбург          | Итог       | Итог                              | 38    | 3    | 1     | 0     | —      | —      | —      | —      | 39    | 3    |
| Дуйсбург II       | 2012/13    | Региональная лига «Запад»         | 2     | 0    | —     | —     | —      | —      | —      | —      | 2     | 0    |
| Литекс            | 2013/14    | Группа А                          | 24    | 9    | 5     | 2     | —      | —      | 6      | 0      | 35    | 11   |
| Аален             | 2014/15    | Вторая Бундеслига                 | 26    | 6    | 2     | 0     | —      | —      | —      | —      | 28    | 6    |
| Гройтер           | 2015/16    | 2. Bundesliga                     | 29    | 5    | 1     | 0     | —      | —      | —      | —      | 30    | 5    |
| Гройтер           | 2016/17    | 2. Bundesliga                     | 12    | 0    | —     | —     | —      | —      | —      | —      | 12    | 0    |
| Гройтер           | 2017/18    | 2. Bundesliga                     | 26    | 2    | 2     | 0     | —      | —      | —      | —      | 28    | 2    |
| Гройтер           | Итог       | Итог                              | 67    | 7    | 3     | 0     | —      | —      | —      | —      | 70    | 7    |
| Гройтер II        | 2016/17    | Региональная лига «Бавария»       | 1     | 0    | —     | —     | —      | —      | —      | —      | 1     | 0    |
| Виктория (Берлин) | 2018/19    | Региональная лига «Северо-Восток» | 9     | 1    | 0     | 0     | —      | —      | —      | —      | 9     | 1    |
| Энерги            | 2018/19    | Третья лига                       | 16    | 3    | 0     | 0     | —      | —      | —      | —      | 16    | 3    |
| Магдебург         | 2019/20    | Третья лига                       | 31    | 6    | 1     | 0     | —      | —      | —      | —      | 32    | 6    |
| Общий итог        | Общий итог | Общий итог                        | 416   | 61   | 27    | 5     | 6      | 0      | 6      | 0      | 455   | 66   |

1. ↑  Матч и в Кубке Интертото
2. ↑  Матчи в Лиге чемпионов
3. ↑  Матчи в плей-офф за чемпионство Болгарии 2013/14

## Личная жизнь
Его младший брат, Клаус, также является профессиональным футболистом и играет в немецкой Бундеслиге за «Падерборн 07».

## Достижения
«Базель»
- Обладатель Кубка часов: 2008